# Andrej Porázik
Andrej Porázik (* 27. června 1977, Bratislava) je slovenský fotbalový útočník a bývalý reprezentant.

## Klubová kariéra
Mimo slovenských klubů FK Inter Bratislava, Dubnica, Ozeta Dukla Trenčín a MŠK Žilina působil ještě v polských týmech Dyskobolia Grodzisk Wielkopolski a Obra Kościan. V polské nejvyšší fotbalové soutěži Ekstraklase odehrál celkem 23 zápasů a vstřelil 3 branky.

## Reprezentace

### Mládežnické reprezentace
Porázik figuroval ve slovenském fotbalovém olympijském výběru do 23 let, jenž účinkoval na Letních olympijských hrách v roce 2000 v Austrálii, kde Slovensko obsadilo v konkurenci Japonska, Brazílie a Jihoafrické republiky se třemi body poslední čtvrtou příčku základní skupiny D. Na turnaji vstřelil dvě branky, po jedné proti Brazílii (porážka 1:3) a proti Japonsku (porážka 1:2).

### A-mužstvo
V dresu slovenského reprezentačního A-mužstva se objevil ve dvou zápasech na turnaji Kings Cup v Thajsku. Nejprve 30. listopadu 2004 rozhodl svým gólem o výhře 1:0 proti Maďarsku a poté nastoupil 2. prosince 2004 v utkání proti domácímu Thajsku. Po remíze 1:1 přišly na řadu penalty, v nichž Slovensko uspělo poměrem 5:4.

### Reprezentační góly
Góly Andreje Porázika v A-mužstvu Slovenska:
| Gól | Datum        | Stadion                                 | Soupeř   | Skóre (min.) | Výsledek | Soutěž    |
| --- | ------------ | --------------------------------------- | -------- | ------------ | -------- | --------- |
| 010 | 30. 11. 2004 | Suphachalasai Stadium, Bangkok, Thajsko | Maďarsko | 00:10(47.)   | 0:1      | Kings Cup |